# Antonio Martín Velasco
Antonio Martín Velasco (Torrelaguna, Madrid, 24 de mayo de 1970 - ibidem, 11 de febrero de 1994) fue un ciclista profesional español desde 1992 a 1994, año de su fallecimiento. 
Fue una de las más firmes promesas del ciclismo español, considerado por la prensa como futuro sucesor de Miguel Induráin.
Su hermano menor David Martín Velasco es ciclista profesional.

## Biografía
Comienza su carrera deportiva el año 1983 en la Escuela Ciclista de Torrelaguna consiguiendo numerosos éxitos a partir de 1985. Tras muchos logros y reconocimientos en categorías Junior y Amateur, en 1992 logra dar el salto a la categoría profesional firmando por el Grupo Deportivo Amaya Seguros por dos temporadas (1992 y 1993), y consigue ganar la Hucha de Oro y quedar 2º en Vuelta a Murcia, Vuelta a La Rioja y Clásica de Ordizia. En su segundo año como profesional lograría su más prestigioso reconocimiento: el maillot blanco a la mejor promesa en el Tour de Francia 1993, por delante del colombiano Oliverio Rincón y el francés Richard Virenque, una de las reconocidas estrellas en la historia de la carrera gala y la victoria en una etapa de la Volta a Cataluña.
El 11 de febrero de 1994 y tras pasar a la plantilla del laureado Grupo Deportivo Banesto, Antonio fallece mientras entrenaba, al ser golpeado en la cabeza por el retrovisor de una furgoneta que lo adelantó sin respetar el espacio debido.

## Palmarés
1992
- Hucha de Oro

1993
- Clasificación de los jóvenes del Tour de Francia
- 1 etapa de la Volta a Cataluña

## Resultados en las grandes vueltas
| Carrera         | 1992 | 1993 | 1994 |
| --------------- | ---- | ---- | ---- |
| Giro de Italia  | -    | -    | -    |
| Tour de Francia | -    | 12º  | -    |
| Vuelta a España | -    | -    | -    |
| Mundial en Ruta | -    | -    | -    |

-: no participa

Ab.: abandono

## Equipos
- CD Cajamadrid (1988-1991) amateur
- Amaya Seguros (1992-1993)
- Banesto (1994)